# Tavolník
Tavolník (Spiraea) je rod rostlin patřící do čeledi růžovité (Rosaceae). Zahrnuje zhruba 80–100 druhů opadavých keřů rozšířených v temperátních oblastech po celé severní polokouli, s největší druhovou diverzitou ve východní Asii, především v Číně.

## Použití
Některé druhy lze použít jako okrasné rostliny. Vysazují se většinou ve skupinách a hodí se i pro volně rostoucí živé ploty.
Tavolník (Spiraea alba, nazývaná Meadowsweet) byl používán původními obyvateli Severní Ameriky jako bylinkový čaj. Rostlina obsahuje methylsalicylát a jiné salicyláty, sloučeny podobné jako léčivo aspirin.

## Zástupci
- tavolník bílý (Spiraea alba)
- tavolník Bumaldův (Spiraea × bumalda)
- tavolník Douglasův (Spiraea douglasii)
- tavolník japonský (Spiraea japonica)
- tavolník van Houtteův (Spiraea × vanhouttei, S. trilobata × S. cantoniensis)
- tavolník vrbolistý (Spiraea salicifolia)